# Jurij Andresov
Jurij Nikolajevič Andresov (rusky Юрий Николаевич Андресов; 11. září 1969, Sovětský svaz) je ruský podnikatel.

## Životopis
Narodil se ve vesnici Kušnarenkovo Republiky Baškortostán. Roku 1991 absolvoval Ufský letecký institut v oboru elektroniky. V letech 1991–1999 působil jako místopředseda představenstva společnosti Bašprombank (rusky Башпромбанк), která dnes patří bance Uralsib. V roce 2001 získal post náměstka vrchního ředitele státního unitárního podniku Bašspirt v hlavním městě Baškortostánu Ufě. V roce 2003 ukončil svá studia na Plechanovově Ekonomické Akademii a začal pracovat v Home Creditu, kde byl zpočátku zodpovědný za prodeje a budování a provoz distribuční sítě. V únoru 2014 nahradil Ivana Svítka, jenž řídil Home Credit v Rusku během šesti let. Od roku 2015 zastává pozici předsedy představenstva HCFB.